# Nils Fröman (ingenjör)

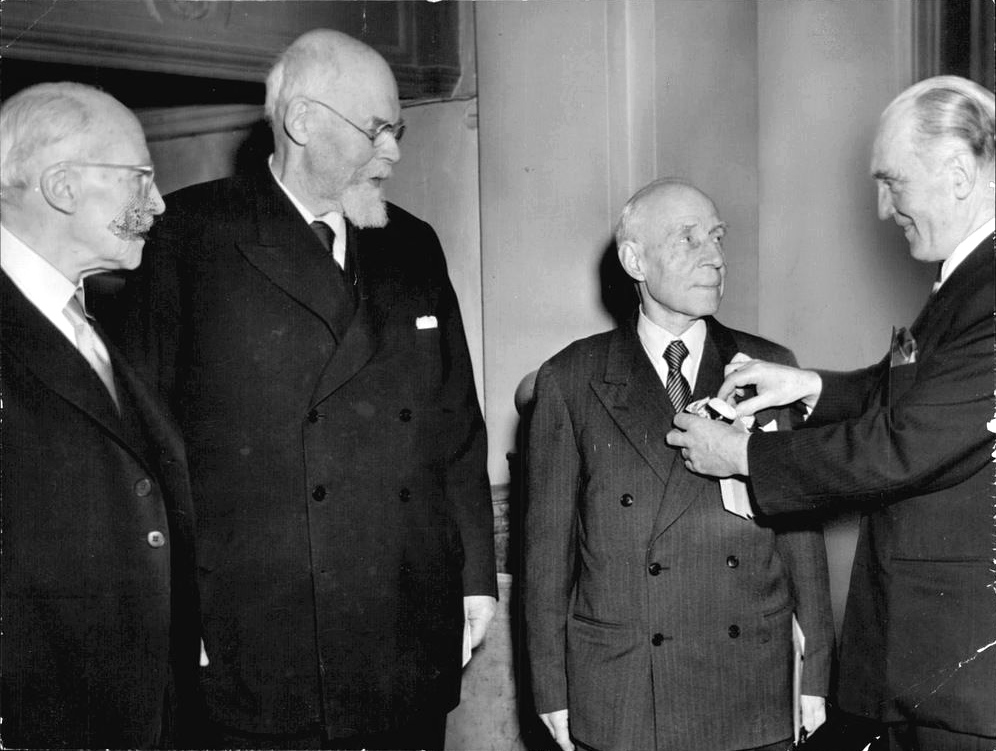
Nils Fröman mottar en utmärkelse till sextioårsminnet av studentexamen från Norra Real, mars 1954. Till vänster står Wolmar Fellenius.

Nils Otto Fröman, född 8 juni 1874 i Stockholm, död 13 maj 1955 i Nacka, var en svensk väg- och vattenbyggnadsingenjör. Han var son till Otto Fröman och bror till Karl Fröman. 
Efter avgångsexamen från Kungliga Tekniska högskolan 1898 anställdes Fröman vid Göteborgs stads byggnadskontor 1898, var arbetschef för Strängnäs stads vatten- och avloppsledningsanläggningar 1898–99, ingenjör vid Stockholms stads vattenledningars nybyggnader vid Norsborg 1900–04, teknisk chef vid AB Beton 1904–05 och anställd hos Stockholms stad 1905–39. Han var arbetschef vid stadsanläggningar på marken från godset Enskede gård och vidare vid uppförandet av Stockholms stads slakthus 1907–12, byråingenjör och sekreterare hos byggnadschefen 1912–25, anställd vid gatukontorets expedition 1925–38 och t.f. förste ingenjör 1938–39. 
Fröman var sakkunnigt biträde hos Stockholms stadsfastigheters bad- och tvätthuskommitté 1917–21, ingenjör för Nacka kommuns vatten- och avloppsfrågor från 1939. Han var ledamot av Nacka församlings skolbyggnadskommitté 1918–22, i kommunalfullmäktiges kommitté för renhållnings- och avloppsfrågor 1919–22, ordförande 1921–22, ledamot av Nacka kommunalfullmäktige 1921–34, ordförande i Nacka hälsovårdsnämnd från 1922. 
Han var även tillsammans med Erik Bergvall och överståthållare Carl Hedenstierna grundare till Svenska föreningen för folkbad. I föreningen var han sedan teknisk konsulent under åren 1921–37, sekreterare 1921–35 samt ansvarig för badkongresserna 1925 och 1930.